# Pletenina fully fashioned

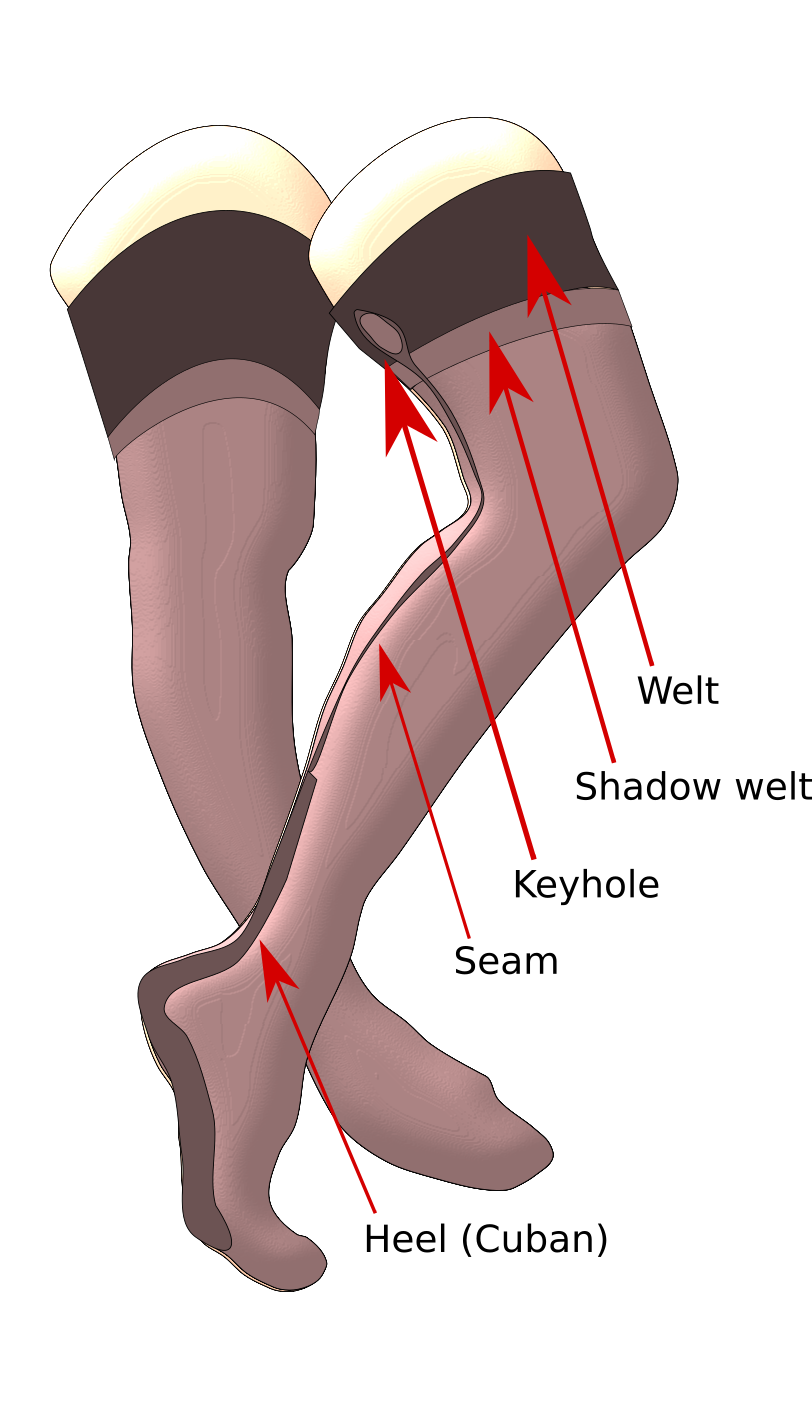
Punčochy fully fashioned z kotonového stávku

Pletenina fully fashioned je výrobek, který sestává z dílů tvarovaných při pletení nebo je pletený jako hotový oděv. Fully fashion se vyrábí na plochých pletacích strojích, na kotonových stávcích nebo i ručně.
Obvykle se rozeznává:
- Fully fashion z jednotlivých dílů, které dostávají při pletení patřičný tvar ujímáním a rozšiřováním a pevné, případně zesílené kraje. Díly se pak jen spojují řetízkováním nebo šitím, práce stříhárny a materiálové ztráty v konfekční výrobě odpadají. Na konfekci se přišívají jen rukávy a díly případně spojují postranními stehy.[3]

- Pro kompletně pletené výrobky (od zvláštních typů plochých strojů), u kterých šití zcela odpadá se používá také označení wholegarment[4] nebo knit and wear.[5]
- Jako fully fashioned se označovaly také punčochy z kotonových stávků zhotovené jako jedna plocha, která se sešívala do konečného hadicovitého tvaru. V 21. století přicházejí občas na trh podobné punčochy vyrobené v malých sériích jako nostalgická upomínka.[3]